# Dzień za dniem (film)
Dzień za dniem – polski film dokumentalny z 1988 roku w reżyserii Ireny Kamieńskiej.

## Treść
Bohaterkami filmu są dwie siostry, robotnice, które jeszcze w 1952 roku, pod wpływem propagandowych haseł o emancypacji kobiet z czasów stalinizmu, rozpoczęły pracę w 1952 roku przy wyładunku cegieł w Transbudzie Katowice-Brynów. Wykonywana przez nie od 36 lat praca kosztowała je zrujnowanym zdrowiem; ich praca była bardzo słabo opłacana i zasadniczo nie dawała im gwarancji wsparcia materialnego ze strony państwa komunistycznego. Bohaterki są bierne, nieszczęśliwe i pogodzone ze swym dotychczasowym losem. Wywiad z robotnicami został ironicznie przepleciony propagandowymi hasłami i filmami z epoki stalinizmu.

## Nagrody
| Rok  | Festiwal/instytucja                                                 | Nagroda                                      | Źródło |
| ---- | ------------------------------------------------------------------- | -------------------------------------------- | ------ |
| 1989 | Międzynarodowy Festiwal Filmów Krótkometrażowych w Oberhausen       | Wielka Nagroda miasta Oberhausen             | [ 4 ]  |
| 1989 | Międzynarodowy Festiwal Filmów Krótkometrażowych w Oberhausen       | Nagroda FIPRESCI                             | [ 4 ]  |
| 1989 | Międzynarodowy Festiwal Filmów Krótkometrażowych w Oberhausen       | Wyróżnienie Jury Katolickiego                | [ 4 ]  |
| 1989 | Międzynarodowy Festiwal Filmów Krótkometrażowych w Oberhausen       | Nagroda Filmoteki Młodych                    | [ 4 ]  |
| 1989 | Krakowski Festiwal Filmowy                                          | Srebrny Lajkonik w konkursie polskim         | [ 4 ]  |
| 1989 | Międzynarodowy Festiwal Filmów Krótkometrażowych w Tampere          | Nagroda dla najlepszego filmu dokumentalnego | [ 4 ]  |
| 1989 | Międzynarodowy Festiwal Filmów Krótkometrażowych w Clermont-Ferrand | Nagroda Sekretariatu d/s Kobiet              | [ 4 ]  |
| 1989 | MFF "Cinema du Reel"                                                | I Nagroda w kategorii filmu krótkiego        | [ 4 ]  |